# Luigi Griffanti
Luigi Griffanti (Turbigo, 20 aprile 1917 – 2 maggio 2006) è stato un calciatore italiano nel ruolo di portiere.

## Carriera

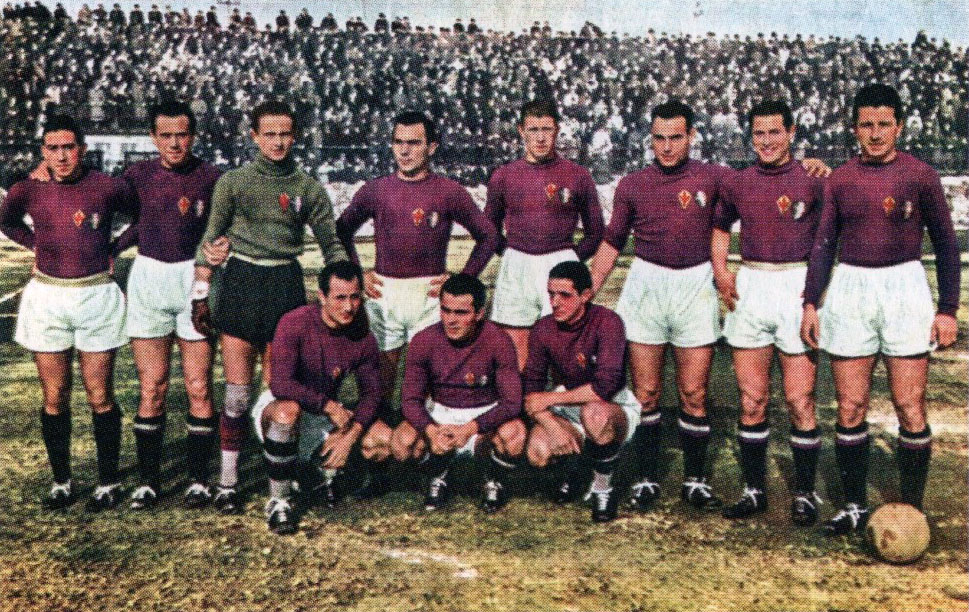
Griffanti (in piedi, terzo da sinistra) nella Fiorentina del 1940-1941

Crebbe nella Vercellese e, in seguito, nell'Ambrosiana-Inter. Dopo un paio di stagioni in Serie C nel Vigevano, disputa 33 gare nel campionato di Serie B del 1938-39 ed altre 125 dal 1939-40 al 1945-46 (torneo del centro-sud) in Serie A, sempre con la maglia della Fiorentina, con la quale conquista anche la Coppa Italia 1939-1940.
Debutta con la maglia della Nazionale a Genova il 5 aprile 1942, nella vittoria per 4-0 contro la Croazia. Il 19 aprile gioca un'altra partita a Milano contro la Spagna, conclusasi con lo stesso risultato in favore degli azzurri.
Dal 1946-47 al 1949-50 disputa due campionati di Serie A, per un totale di 37 partite, ed altrettanti di Serie B, scendendo in campo 56 volte.

## Statistiche

### Cronologia presenze e reti in Nazionale
| Cronologia completa delle presenze e delle reti in nazionale ― Italia | Cronologia completa delle presenze e delle reti in nazionale ― Italia | Cronologia completa delle presenze e delle reti in nazionale ― Italia | Cronologia completa delle presenze e delle reti in nazionale ― Italia | Cronologia completa delle presenze e delle reti in nazionale ― Italia | Cronologia completa delle presenze e delle reti in nazionale ― Italia | Cronologia completa delle presenze e delle reti in nazionale ― Italia | Cronologia completa delle presenze e delle reti in nazionale ― Italia |
| Data                                                                  | Città                                                                 | In casa                                                               | Risultato                                                             | Ospiti                                                                | Competizione                                                          | Reti                                                                  | Note                                                                  |
| --------------------------------------------------------------------- | --------------------------------------------------------------------- | --------------------------------------------------------------------- | --------------------------------------------------------------------- | --------------------------------------------------------------------- | --------------------------------------------------------------------- | --------------------------------------------------------------------- | --------------------------------------------------------------------- |
| 5-4-1942                                                              | Genova                                                                | Italia                                                                | 4 – 0                                                                 | Croazia                                                               | Amichevole                                                            | -                                                                     |                                                                       |
| 19-4-1942                                                             | Milano                                                                | Italia                                                                | 4 – 0                                                                 | Spagna                                                                | Amichevole                                                            | -                                                                     |                                                                       |
| Totale                                                                |                                                                       | Presenze                                                              | 2                                                                     |                                                                       | Reti                                                                  | 0                                                                     |                                                                       |

## Palmarès

### Club

#### Competizioni nazionali
- IV Serie: 1

Carrarese: 1952-1953
- Coppa Italia: 1

Fiorentina: 1939-1940
- Campionato italiano di Serie B: 1

Fiorentina: 1938-1939
- Serie C: 1

Vigevano: 1936-1937